# Jeff Coetzee
Jeff Coetzee (Okiep, 25 april 1977) is een Zuid-Afrikaanse tennisspeler die sinds 1996 actief is in het professionele tenniscircuit. 
Coetzee won tot op hedenzes ATP-toernooien in het dubbelspel en stond daarnaast nog in tien finales.

## Finales

### Dubbelspel
| Nr.                           | Datum             | Toernooi       | Ondergrond    | Partner          | Tegenstanders in finale            | Score                | Details |
| ----------------------------- | ----------------- | -------------- | ------------- | ---------------- | ---------------------------------- | -------------------- | ------- |
| Gewonnen finales heren dubbel |                   |                |               |                  |                                    |                      |         |
| 1.                            | 21 juli 2002      | ATP Amersfoort | Gravel        | Chris Haggard    | André Sá Alexandre Simoni          | 7–6(1), 6–3          | Details |
| 2.                            | 6 oktober 2002    | ATP Tokio      | Hardcourt     | Chris Haggard    | Jan-Michael Gambill Graydon Oliver | 7–6(4), 6–4          | Details |
| 3.                            | 5 januari 2003    | ATP Adelaide   | Hardcourt     | Chris Haggard    | Maks Mirni Jeff Morrison           | 2–6, 6–4, 7–6(7)     | Details |
| 4.                            | 14 januari 2007   | ATP Auckland   | Hardcourt     | Rogier Wassen    | Simon Aspelin Chris Aggard         | 6-7(9), 6-3, [10-2]  | Details |
| 5.                            | 23 juni 2007      | ATP Rosmalen   | Gras          | Rogier Wassen    | Martin Damm Leander Paes           | 3-6, 7-6(5), [12-10] | Details |
| 6.                            | 20 april 2008     | ATP Estoril    | Gravel        | Wesley Moodie    | Jamie Murray Kevin Ullyett         | 6-2, 4-6, [10-8]     | Details |
| Verloren finales heren dubbel |                   |                |               |                  |                                    |                      |         |
| 1.                            | 28 juli 2002      | ATP Sopot      | Gravel        | Nathan Healey    | František Čermák Leoš Friedl       | 5-7, 5-7             | Details |
| 2.                            | 14 september 2003 | ATP Boekarest  | Gravel        | Simon Aspelin    | Karsten Braasch Sargis Sargsian    | 6-7(7), 2-6          | Details |
| 3.                            | 22 februari 2004  | ATP Memphis    | Hardcourt (i) | Chris Haggard    | Bob Bryan Mike Bryan               | 3-6, 4-6             | Details |
| 4.                            | 8 maart 2004      | ATP Scottsdale | Hardcourt     | Chris Haggard    | Rick Leach Brian MacPhie           | 3-6, 1-6             | Details |
| 5.                            | 30 oktober 2005   | ATP Lyon       | Tapijt (i)    | Rogier Wassen    | Michaël Llodra Fabrice Santoro     | 3-6, 1-6             | Details |
| 6.                            | 16 juli 2006      | ATP Newport    | Gras          | Justin Gimelstob | Jürgen Melzer Robert Kendrick      | 6-7(3), 0-6          | Details |
| 7.                            | 6 januari 2008    | ATP Doha       | Hardcourt     | Wesley Moodie    | Philipp Kohlschreiber David Škoch  | 4-6, 6-4, [11-9]     | Details |
| 8.                            | 17 februari 2008  | ATP Marseille  | Hardcourt (i) | Yves Allegro     | Martin Damm Pavel Vízner           | 6-7(0), 5-7          | Details |
| 9.                            | 22 juni 2008      | ATP Nottingham | Gras          | Jamie Murray     | Bruno Soares Kevin Ullyett         | 2-6, 6-7(5)          | Details |
| 10.                           | 2 november 2008   | ATP Parijs     | Hardcourt (i) | Wesley Moodie    | Jonas Björkman Kevin Ullyett       | 2-6, 2-6             | Details |

## Prestatietabel
| Legenda | Legenda                          |
| ------- | -------------------------------- |
| g.t.    | geen toernooi gehouden           |
| l.c.    | lagere categorie                 |
| –       | niet deelgenomen                 |
| G       | uitgeschakeld in de groepsfase   |
| 1R      | uitgeschakeld in de eerste ronde |
| 2R      | uitgeschakeld in de tweede ronde |
| 3R      | uitgeschakeld in de derde ronde  |
| 4R      | uitgeschakeld in de vierde ronde |
| KF      | uitgeschakeld in de kwartfinale  |
| HF      | uitgeschakeld in de halve finale |
| F       | de finale verloren               |
| W       | het toernooi gewonnen            |
| w-v     | winst/verlies-balans             |

### Prestatietabel grand slam, dubbelspel
| Toernooi        | 1999 | 2000 | 2001 | 2002 | 2003 | 2004 | 2005 | 2006 | 2007 | 2008 | 2009 | 2010 |
| --------------- | ---- | ---- | ---- | ---- | ---- | ---- | ---- | ---- | ---- | ---- | ---- | ---- |
| Australian Open | 1R   | 1R   | 1R   | 2R   | HF   | 2R   | 2R   | 2R   | KF   | HF   | 2R   | 1R   |
| Roland Garros   | –    | 1R   | 2R   | 3R   | –    | 1R   | –    | 1R   | 3R   | 2R   | 1R   | 1R   |
| Wimbledon       | –    | 2R   | 1R   | 2R   | –    | 1R   | 1R   | 1R   | 1R   | 2R   | 2R   | 1R   |
| US Open         | KF   | 3R   | –    | 1R   | 1R   | 1R   | 2R   | 2R   | 3R   | 1R   | 1R   | –    |